# Schloss Hollenegg
Schloss Hollenegg liegt in der Gemeinde Bad Schwanberg im Bezirk Deutschlandsberg in der Weststeiermark (Österreich).

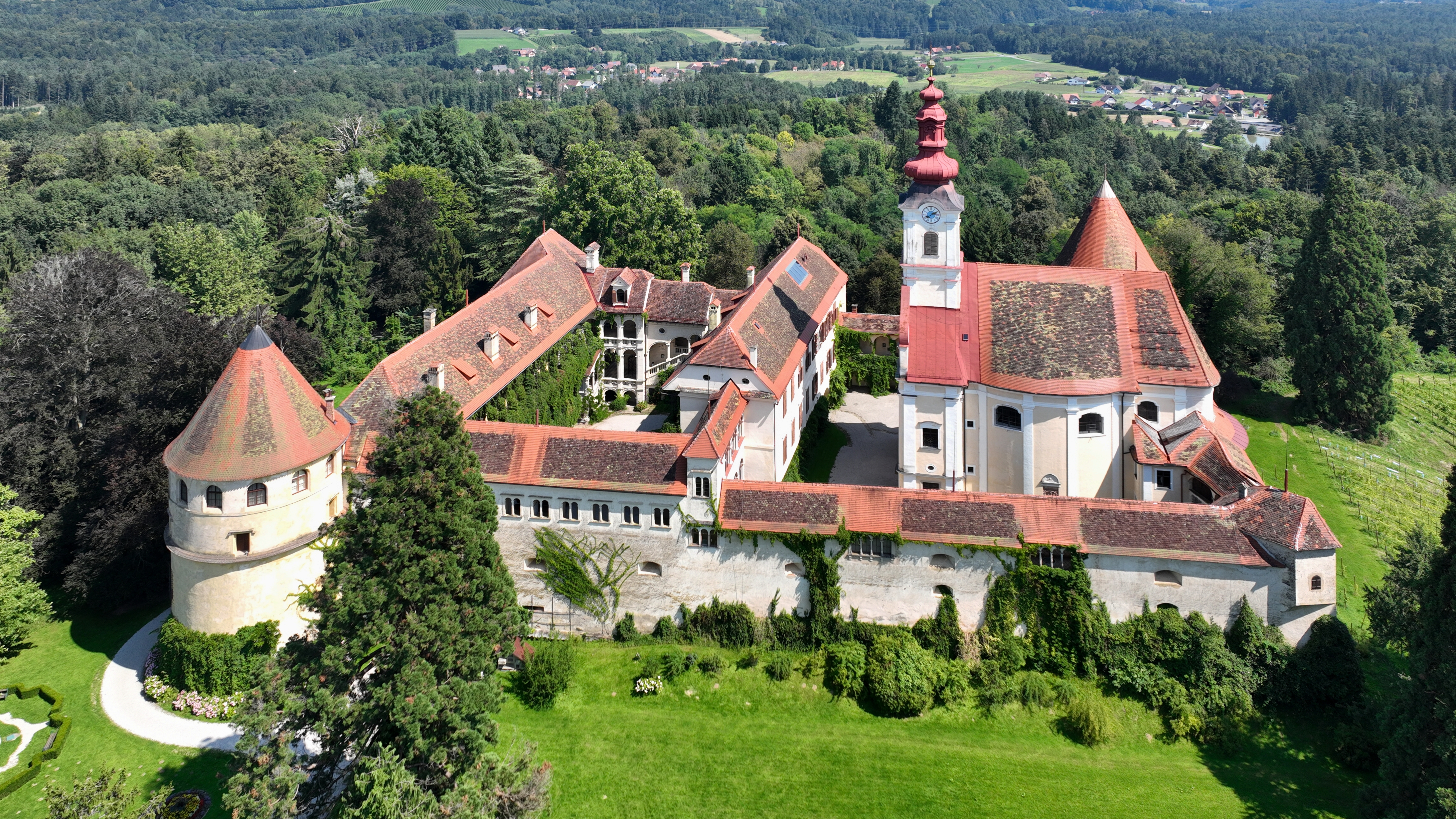
Schloss Hollenegg

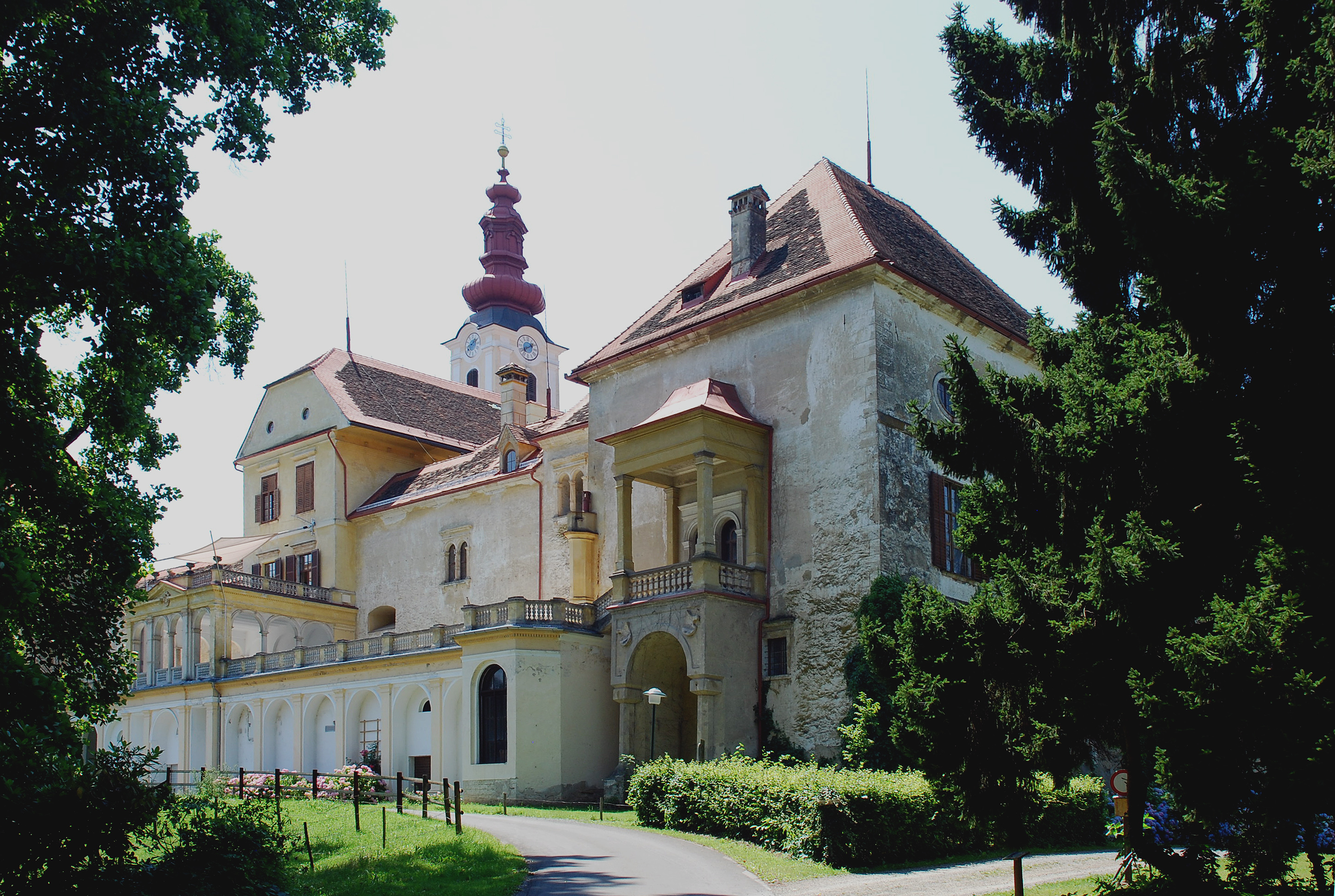
Nordansicht des Schlosses

## Geschichte

Wappen des Hauses Liechtenstein

Erstmals erscheint der Name „Hollenegg“ 1163 in einer Urkunde des Stiftes Admont, wobei die Schlossanlage wahrscheinlich älter ist: Darauf weisen die Heiligen Ägidius und Bartholomäus hin, denen die Schlosskapelle geweiht ist, und die im 12. Jahrhundert kaum noch als modern galten. Eine Vorläuferburg, auf einem ehemaligen Gutshof errichtet, schützte die Verbindungsstraße über die Koralpe von der Steiermark nach Kärnten. Die Familie der Hollenegger waren Ministeriale des Salzburger Erzbischofs, das Schloss ihr Stammsitz. Abel von Hollenegg war der Anführer des steirischen Aufgebots bei der Ersten Wiener Türkenbelagerung 1529. Dieser beauftragte auch 1550 Francesco Marmoro mit dem Umbau des Schlosses im Stil der Renaissance nach Vorbild des Grazer Landhauses. Sein Sohn Friedrich, als Rat des Erzherzogs Karl II. tätig, setzte die Umbaumaßnahmen fort. Als Sprecher der protestantischen Stände reiste er 1591 nach Prag zu Kaiser Rudolf II., um gegen den Protestantismus gerichtete Erlässe zu erwirken – dieses Vorhaben scheiterte jedoch. Der Mannesstamm der Hollenegger starb hoch verschuldet 1593 aus.
1653 kam Schloss Hollenegg in den Besitz des Grafen Saurau, der es nur drei Jahre später an die Freiherren von Puechbaumb veräußerte. Maximilian Graf Khuenburg auf Deutschlandsberg kam 1686 in den Besitz der Liegenschaft; er ließ die Innenausstattung erneuern und die Kirche ausbauen.

### Besitzer
Seit 1821 ist das Schloss im Besitz der Familie Liechtenstein. Die Grundherrschaft Deutschlandsberg-Hollenegg wurde damals von Fürst Johann I. für seinen Sohn Franz de Paula, den Ururgroßvater des Staatsoberhauptes von Liechtenstein Hans-Adam II. angekauft.

## Architektur und Gestaltung

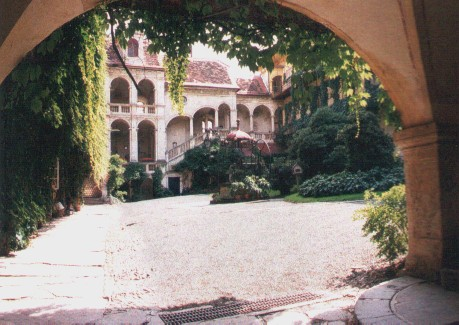
Schlosshof

Die einstige Burg wurde um 1200 errichtet, durch den Bau eines Wohnflügels im 19. Jahrhundert entstanden zwei Innenhöfe. Im ersten Hof steht die 1778 geweihte Kirche, ein Wehrgang mit zweigeschoßigen Arkaden umschließt das Geviert; der zweite, innere Hof ist von Wohnbauten umgeben. Die Brunnenlaube in diesem Hof stammt aus dem 17. Jahrhundert. Das Treppenhaus aus 1577, das zum Festsaal führt, wird Francesco Marmoro oder Benedikt de la Porta zugeschrieben. Der älteste Teil von Schloss Hollenegg ist ein viereckiger Turm an der Nordostecke, die beiden Rundtürme im Nordwesten und Südosten stammen aus der Zeit des Friedrich von Hollenegg und dienten als Kanonentürme. An Friedrich von Hollenegg erinnert eine Inschrift mit Wappen aus 1573 am Renaissanceportal neben dem Nordwestturm. Bis 1825 gab es äußere Befestigungswerke, von denen heute kaum etwas erhalten ist. Lediglich in den Gartenterrassen ist ihr einstiger Verlauf nachvollziehbar.

### Innenausstattung
Der Großteil der Innenausstattung von Schloss Hollenegg stammt aus dem 18. Jahrhundert. Ergänzungen stammen aus anderen Schlössern wie Limberg (Kassettendecke im Blauen Zimmer und zwei Intarsienportale) und der Riegersburg. Den Festsaal im Nordtrakt gestaltete 1750 Philipp Carl Laubmann mit Architekturmalereien, die eine nach allen Seiten hin offene Säulenhalle imitieren. Das Deckengemälde von Felix Barazutti ist aus 1885 und zeigt als Bildprogramm griechische Gottheiten. Repräsentationsräume sind mit Stuckdecken aus dem Rokoko verziert, haben französische Wandbespannungen und Öfen aus dem 16. und 17. Jahrhundert. Die Gästezimmer im zweiten Stockwerk sind im neugotischen Stil gehalten.

### Pfarrkirche Hollenegg
Innerhalb des denkmalgeschützten Schlosses befindet sich die Pfarrkirche Hollenegg. Sie ist dem hl. Ägydius geweiht. Eine Kirche ist urkundlich um 1165 erwähnt, als Pfarre ist Hollenegg erstmals 1445 genannt.
Ein Neubau erfolgte 1778. Die Kirche erhielt 1891 eine neue Orgel, die bisherige Orgel wurde nach St. Wolfgang übertragen.

### Schlosspark

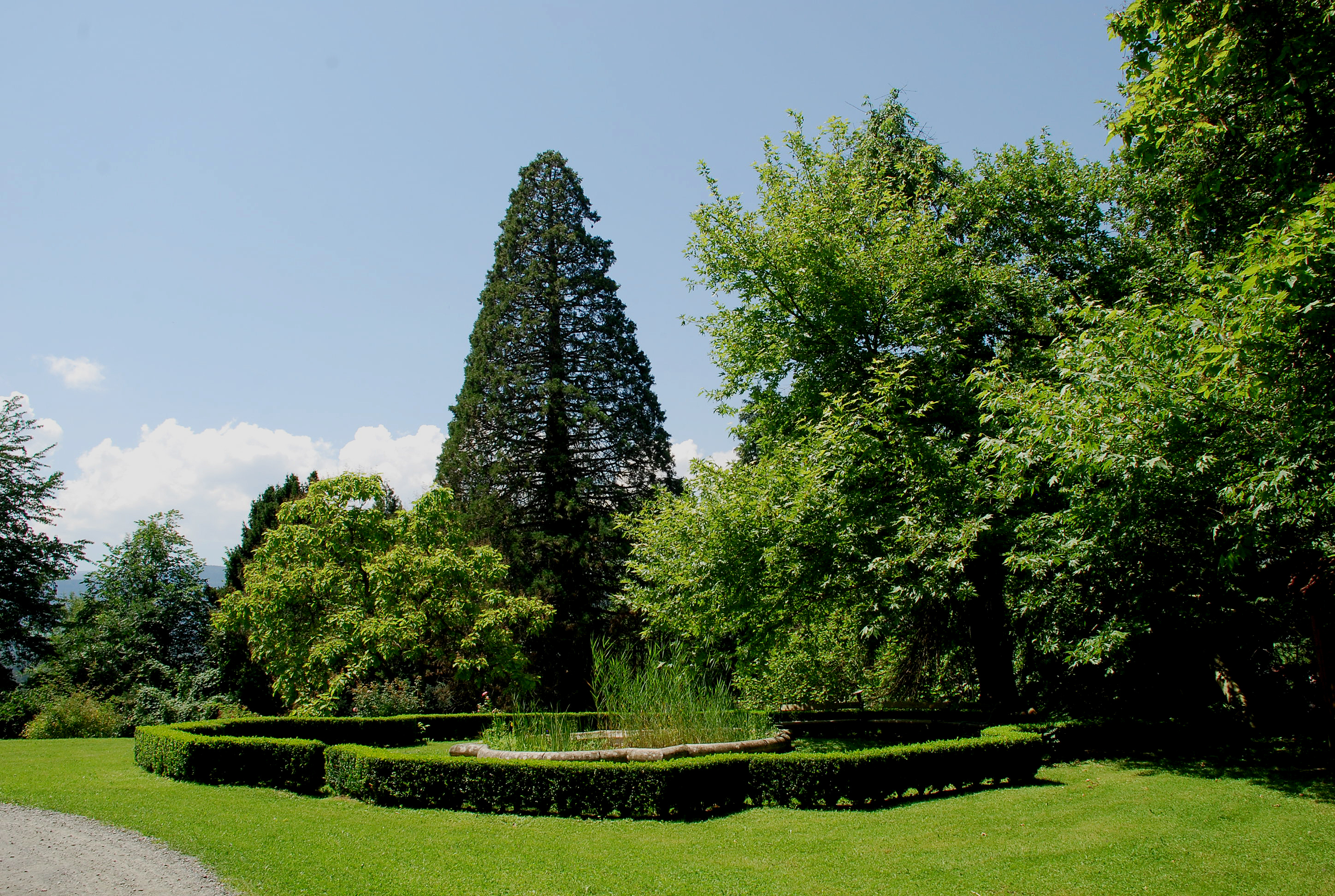
Park

Der Schlosspark geht in der Anlage vielleicht teils in die 1580er Jahre zurück. Der Parkschmuck des Terrassengartens direkt beim Schoss, der wohl nach der Schleifung der Burgmauern 1825 entstand, stammt teils aus dem 19. Jahrhundert. Die Obstgärten und der Wirtschaftsgarten wurden 1820 bis 1850 angelegt. Das Anwesen weist einen schönen alten Baumbestand auf. Zwei Rotbuchen vor dem Schloss wurden anlässlich der Hochzeit von Fürst Alfred von und zu Liechtenstein mit seiner Cousine Prinzessin Henriette von Liechtenstein gepflanzt, die am 26. April 1865 stattgefunden hatte.
Der Park gehört zu den bedeutendsten gartenarchitektonischen Denkmalen Österreichs und ist im Denkmalschutzgesetz genannt (Nr. 37 im Anhang zu § 1 Abs. 12 DMSG). Er ist in Teilen öffentlich zugänglich.

### Pferdestall
Der Ehemalige Pferdestall des Schlosses, etwas nördlich, wird als Veranstaltungs- und Informationszentrum des Schlosses Hollenegg und der Pfarre Hollenegg verwendet. Er steht ebenfalls unter Denkmalschutz.

## Schloss Hollenegg for Design
Schloss Hollenegg for Design ist ein gemeinnütziger Kulturverein mit Sitz in Schloss Hollenegg, Steiermark. Die Initiative wurde 2015 von Alice Stori Liechtenstein gegründet und widmet sich der Förderung und dem Verständnis von zeitgenössischer Designkultur.
Ziel der Kulturinstitution ist es, einen Ort für Designforschung, -denken und -kritik zu schaffen und insbesondere jungen, talentierten Gestalterinnen und Gestaltern eine Plattform zur Weiterentwicklung und Präsentation ihrer Arbeit zu bieten. Durch ein kontinuierlich kuratiertes Programm werden gesellschaftlich und kulturell relevante Themen aufgegriffen und im Kontext von Design untersucht. Ein besonderes Anliegen des Vereins ist es, ein kulturelles Angebot im ländlichen Raum zu etablieren und einem breiten Publikum zugänglich zu machen.
Im Rahmen eines jährlich stattfindenden Residenzprogramms lädt Schloss Hollenegg for Design zwei bis vier Designerinnen oder Designer ein, eine Zeit im Schloss zu verbringen. Dort haben sie die Möglichkeit, sich von der historischen Architektur und Sammlung inspirieren zu lassen und ein neues Projekt zu entwickeln. Die entstandenen Arbeiten werden im darauffolgenden Jahr im Rahmen der Ausstellung im Mai erstmals der Öffentlichkeit präsentiert.
Die jährliche Ausstellung findet in den historischen Prunkräumen des Schlosses statt und zeigt Werke, die an der Schnittstelle von Kunst, Design und angewandter Kunst verortet sind. Sie ist jedes Wochenende im Mai öffentlich zugänglich.
Der Verein wird durch Fördermittel von Bund, Land und Gemeinde sowie durch ein eigenes Mitgliedschaftsprogramm finanziell unterstützt. 

## Galerie

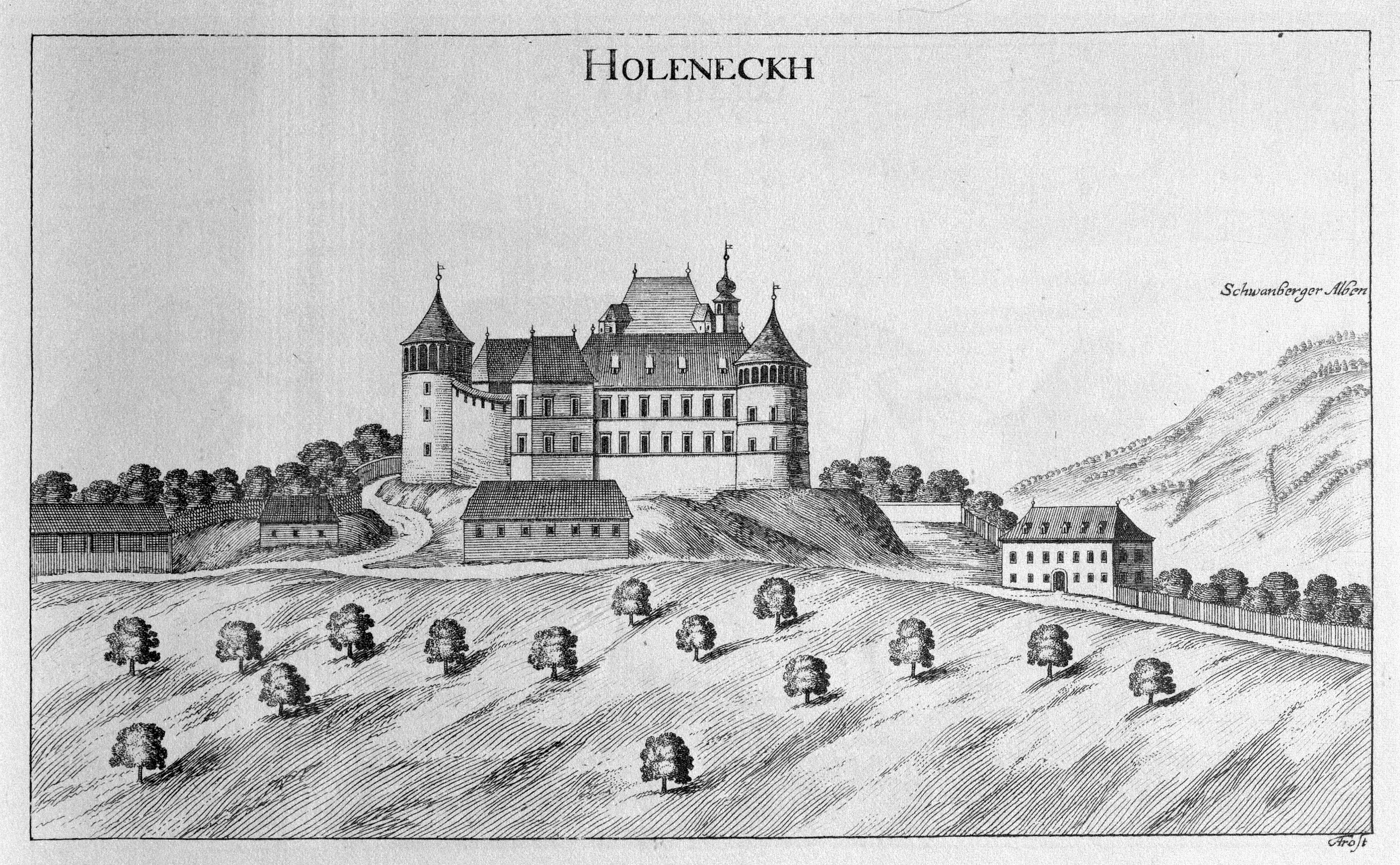
Georg Matthäus Vischer, Hollenegg 1681
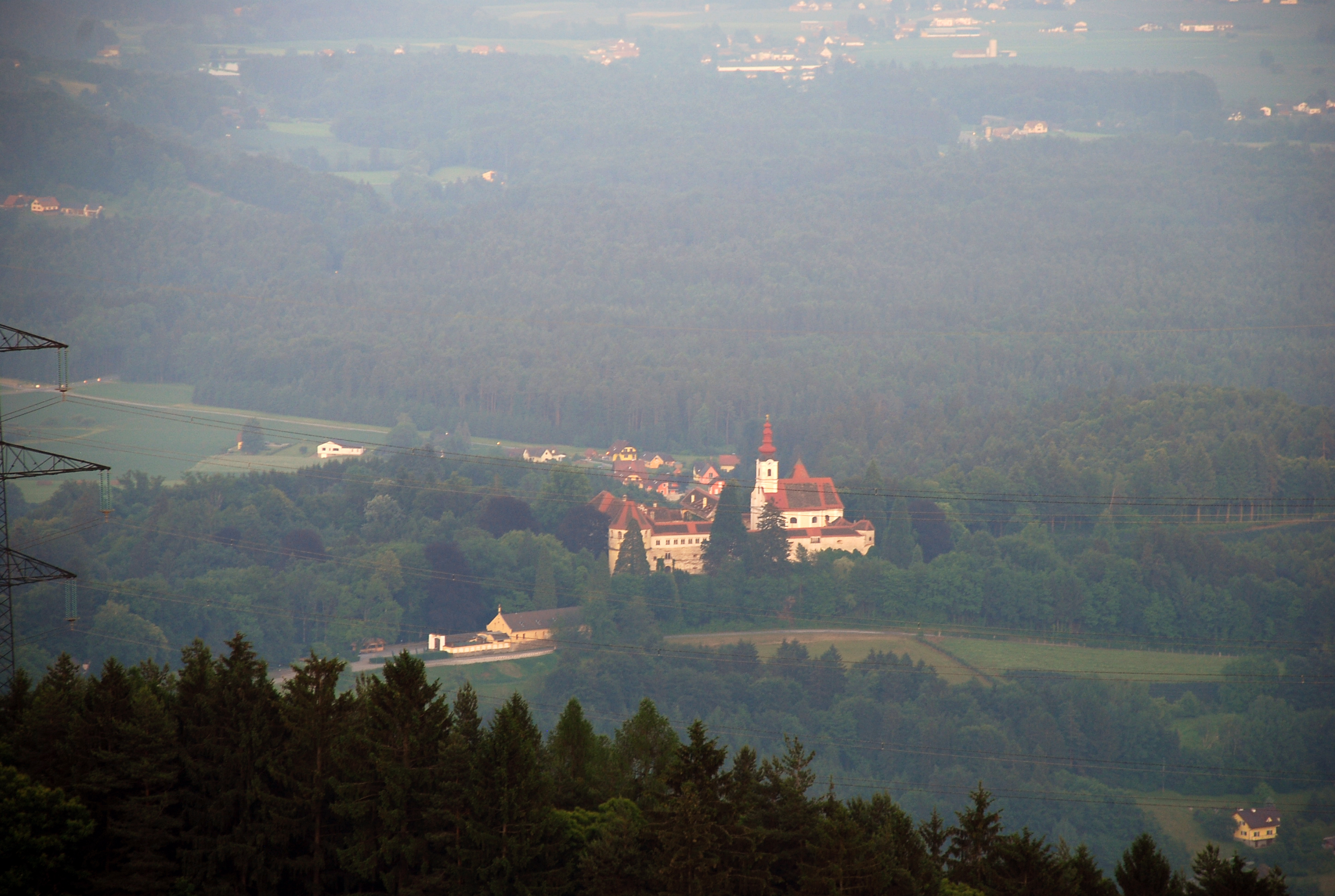
Hollenegg von St Wolfgang aus
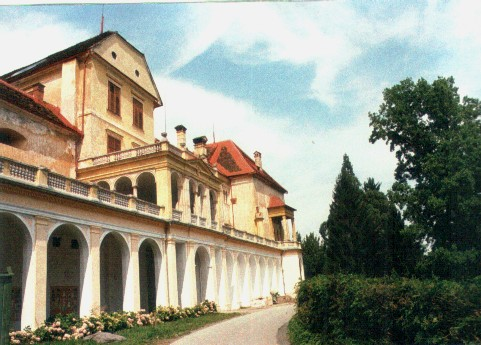
Parkseite
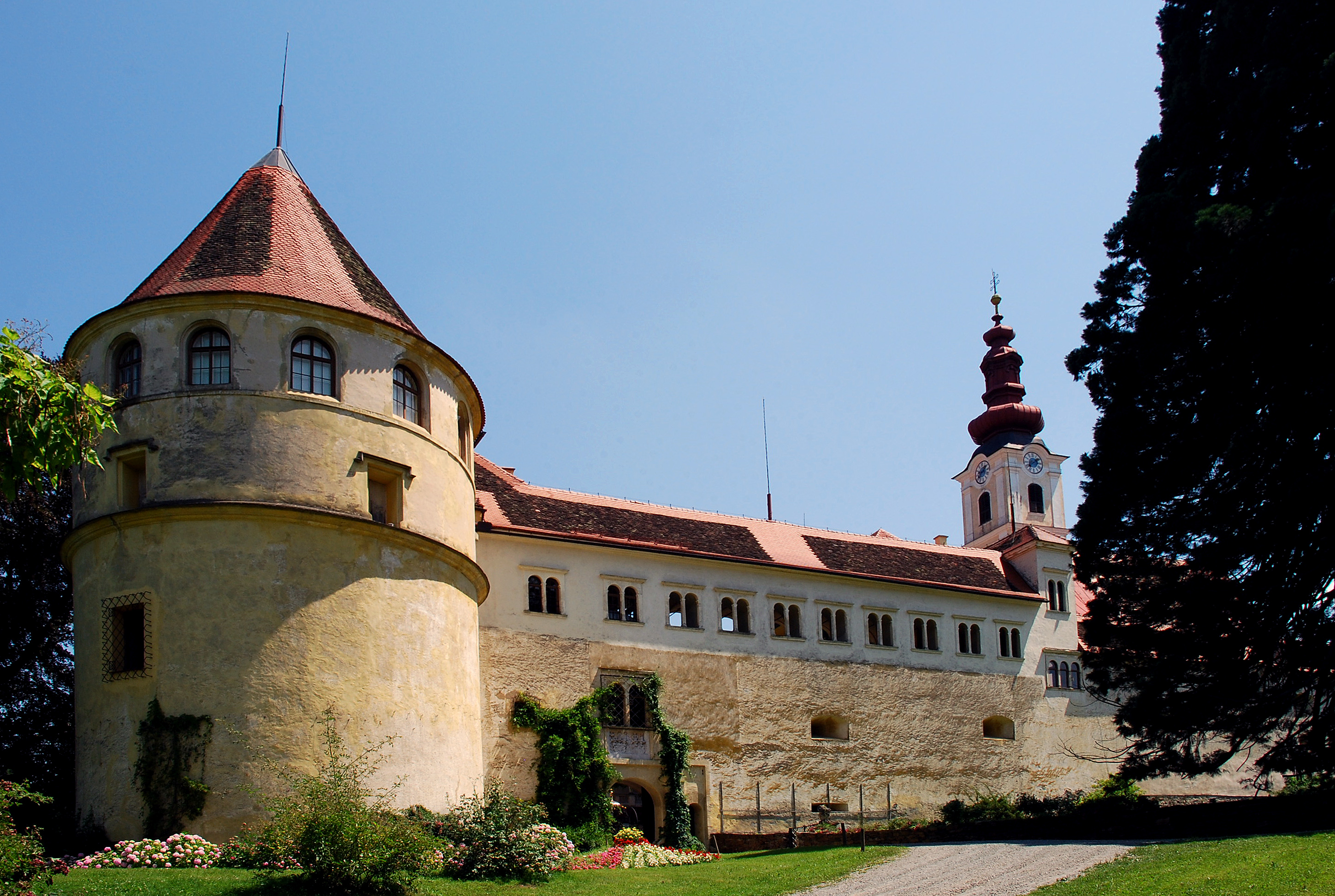
Westseite
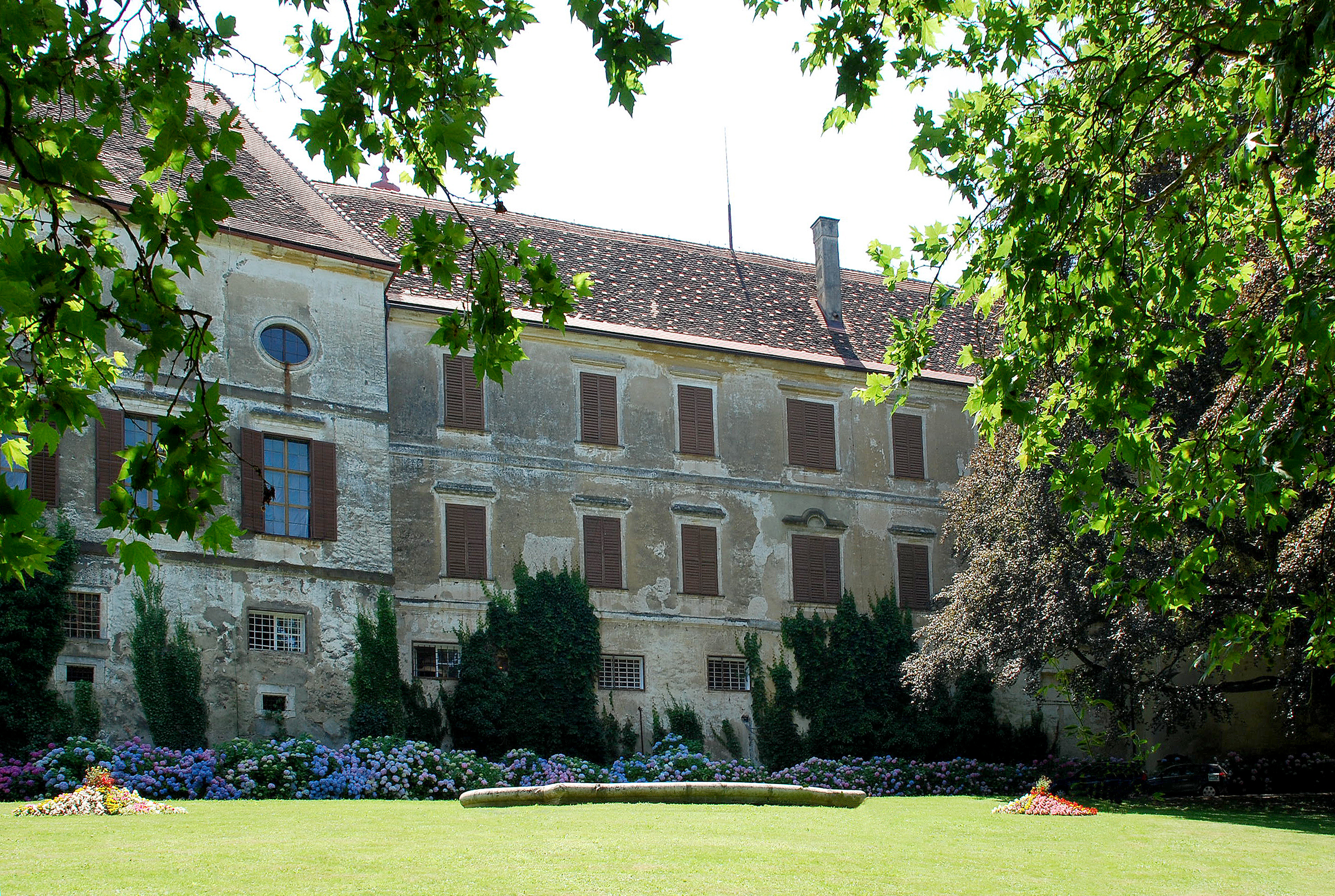
Nordseite
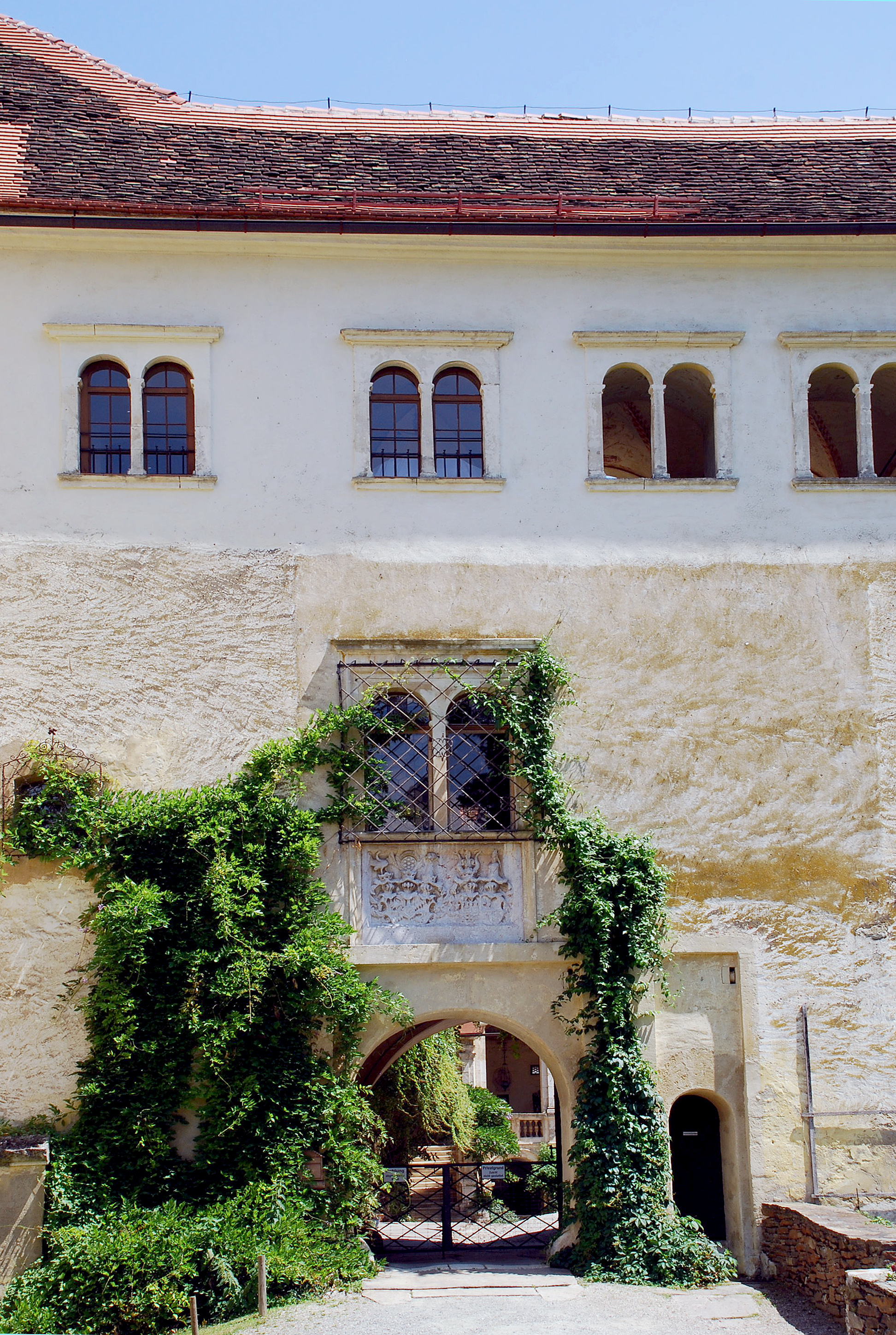
Eingangsportal
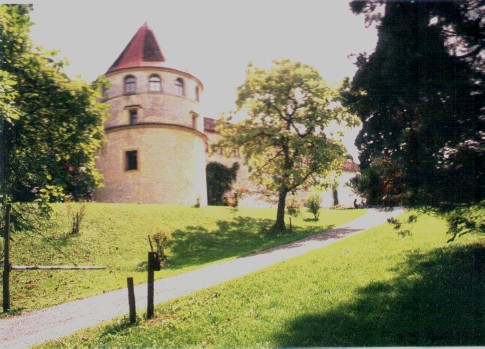
Bergfried und Zugang
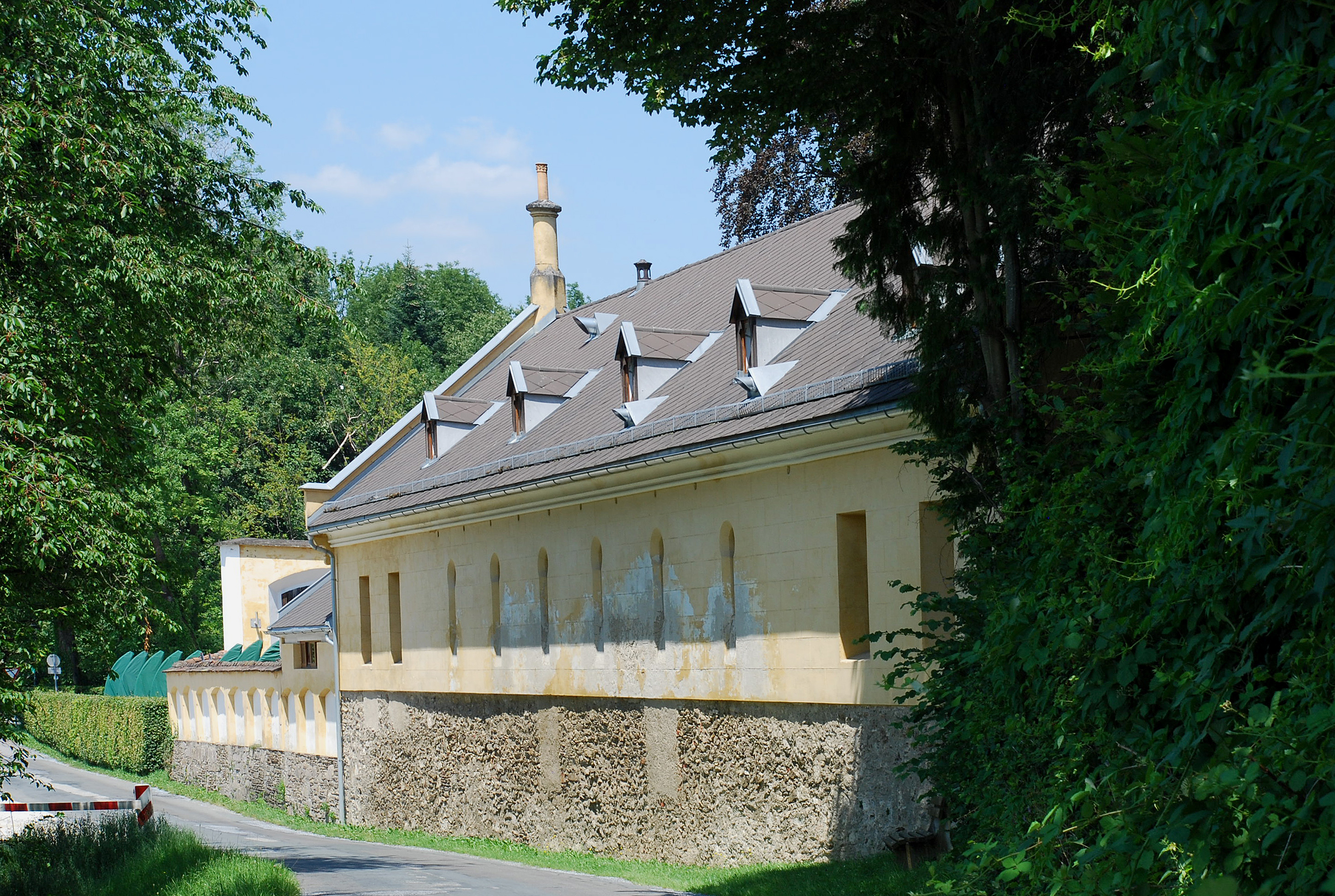
Ehemaliger Pferdestall